# Alcatel-Lucent
Alcatel-Lucent SA var ett franskt multinationellt telekommunikationsföretag och är sedan 2016 ägt av Nokia.. Företaget utvecklade hårdvara, mjukvara samt olika typer av service av befintlig teleutrustning. Företaget styrdes från huvudkontoret vid Rue La Boétie i Paris. Kunderna utgjordes av teleoperatörer i mer än 130 länder; huvudförsäljningen var främst i USA och Europa. 
Alcatel-Lucent bildades då franska Alcatel gick ihop med amerikanska Lucent Technologies, den 1 december 2006.